# آلن بورودین
آلن برترام بورودین (به انگلیسی: Allan Borodin) (متولد ۱۹۴۱) یک دانشمند رایانه کانادایی-آمریکایی و استاد دانشگاه تورنتو است.

## زندگی
بورودین تحصیلات خود را در مقطع کارشناسی در دانشگاه راتگرز گذراند و در سال ۱۹۶۳ مدرک کارشناسی خود را در رشته ریاضیات گرفت. پس از اخذ مدرک کارشناسی ارشد در مؤسسه فناوری استیونز در سال ۱۹۶۶ (در حالی که همزمان به عنوان برنامه‌نویس در آزمایشگاه بل کار می‌کرد)، تحصیلات تکمیلی خود را در دانشگاه کرنل ادامه داد و در سال ۱۹۶۹ دکترای خود را زیر نظر یوریس هارتمانیس به پایان رساند. او در سال ۱۹۶۹ به دانشکده تورنتو پیوست و در سال ۱۹۷۷ به استادی کامل ارتقا یافت. او از سال ۱۹۸۰ تا ۱۹۸۵ به عنوان رئیس بخش خدمت کرد و در سال ۲۰۱۱ استاد دانشگاه شد.

## جوایز و افتخارات
بورودین در سال ۱۹۹۱ به عنوان عضوی از انجمن سلطنتی کانادا انتخاب شد. در سال ۲۰۰۸ او برنده جایزه سی‌آر‌ام-فیلدز-پی‌آی‌ام‌اس شد. او در سال ۲۰۱۱ عضو انجمن پیشبرد علوم آمریکا و عضو انجمن ماشین‌های حسابگر در سال ۲۰۱۴ «برای مشارکت در علوم نظری رایانه در پیچیدگی محاسباتی، الگوریتم‌های برخط، معاوضه منابع و مدل‌ها از پارادایم‌‌های الگوریتمی» شد. او در سال ۲۰۲۰ نشان کانادا را دریافت کرد.